# Nymphargus sucre
Espèce
Nymphargus sucre est une espèce d'amphibiens de la famille des Centrolenidae.

## Répartition
Cette espèce est endémique de la province de Morona-Santiago en Équateur,. Elle se rencontre entre 2 140 et 2 160 m d'altitude sur le versant Est de la cordillère Orientale.

## Étymologie
Cette espèce est nommée en l'honneur d'Antonio José de Sucre.

## Publication originale
- Guayasamin, 2013 : A new yellow species of glassfrog (Centrolenidae: Nymphargus) from the Amazonian slopes of the Ecuadorian Andes. Zootaxa, no 3541, p. 193-200.